# Исчезнувшие населённые пункты Ивановской области/Ивановский район
- Авдотьино, Авдотьинский с/с, № 477 от 15.10.1958
- Антоново, Кохомский с/с, № 20/11 от 15.11.1976
- Безделово, Стромихинский с/с, № 483 от 26.10.1964
- Белягино, Кохомский с/с, № 17/9 от 11.11.1979
- Беляево, Дегтярёвский с/с, № 483 от 26.10.1964
- Борисово, Тимошихский с/с, № 20/11 от 15.11.1976
- Боровково, сельсовет р.п. Озёрный, № 86 от 17.02.1972
- Брюхово, сельсовет р.п. Озёрный, № 664 от 20.11.1972
- Брюшки, Златоустовский с/с, № 86 от 17.02.1972
- Вареново, Дегтярёвский с/с, № 483 от 26.10.1964
- п. Водопроводной станции, Авдотьинский с/с, № 664 от 20.11.1972
- Высоково, Буньковский с/с, № 483 от 26.10.1964
- Гумнищи, Куликовский с/с, № 438 от 30.10.1989
- Дарьинка, Кохомский с/с, № 86 от 17.02.1972
- Дворишки, Стромихинский с/с, № 20/11 от 15.11.1976
- Дергальцево, Кохомский с/с, № 20/11 от 15.11.1976
- Дмитриево, сельсовет г. Иваново, № 177 от 1.06.1981
- Дома Уводьского лесничества, Авдотьинский с/с, № 9/20-1 от 24.04.1978
- Дома ОРСа Марково-Сборное, Буньковский с/с, № 25/17 от 16.12.1975
- Дома тепличного хозяйства, Кохомский с/с, № 9/20-1 от 24.04.1978
- Жары, сельсовет р.п. Озёрный, № 21/16 от 12.12.1977
- п. Железнодорожной станции Кохма, Кохомский с/с, № 17/9 от 11.11.1979
- Залесье, Новоталицкий с/с, № 25/17 от 16.12.1975. СУЩЕСТВУЕТ.
- Запрудное, Тимошихский с/с, № 20/11 от 15.11.1976
- Захарово, Дегтярёвский с/с, № 483 от 26.10.1964
- Злобиха, Дегтярёвский с/с, № 483 от 26.10.1964
- Иваньково, Балахонковский с/с, № 17/9 от 11.11.1979
- Кельи, Стромихинский с/с, № 483 от 26.10.1964
- Клинцево, Богородский с/с, № 86 от 17.02.1972
- Княжево, Рожновский с/с, № 86 от 17.02.1972
- Колбацкое Старое, Тимошихский с/с, № 664 от 20.11.1972
- Колесницы Малые, Кохомский с/с, № 483 от 26.10.1964
- Коляново, Дегтярёвский с/с, № 25/17 от 16.12.1975 СУЩЕСТВУЕТ
- Королятино, Тимошихский с/с, № 483 от 26.10.1964
- Кочкарово, Стромихинский с/с, № 21/16 от 12.12.1977
- Курлаково, Дегтярёвский с/с, № 483 от 26.10.1964
- Курьяново, Авдотьинский с/с, № 477 от 15.10.1958
- Лемешок, Тимошихский с/с, № 86 от 17.02.1972
- Леонидово, Тимошихский с/с, № 664 от 20.11.1972
- Лобаниха, Кохомский с/с, № 20/11 от 15.11.1976
- Лучинское, Рожновский с/с, № 483 от 26.10.1964
- Малинники, Балахонковский с/с, № 21/16 от 12.12.1977
- Марицыно, Беляницкий с/с, № 338 от 21.12.1981 [источник?]

Есть Мильцево (Ивановская область)
- п. Международного молодёжного лагеря отдыха «Берёзовая Роща», сельсовет р.п. Озёрный, № 17/9 от 11.11.1979
- п. Мехколонны № 47, Новоталицкий с/с, № 809 от 9.12.1974
- Мосеиха, сельсовет р.п. Озёрный, № 438 от 30.10.1989
- Мязово, Буньковский с/с, № 17/9 от 11.11.1979
- Никулиха, Дегтярёвский с/с, № 73 от 18.02.1956
- Новая, Новоталицкий с/с, № 21/16 от 12.12.1977
- п. Овощного совхоза, Семиновский с/с, № 21/16 от 12.12.1977
- п. Овощного совхоза № 1, Кохомский с/с, № 86 от 17.02.1972
- Огрызково, Тимошихский с/с, № 483 от 26.10.1964
- Ощерково, Стромихинский с/с, № 20/11 от 15.11.1976
- Пешково, Кохомский с/с, № 483 от 26.10.1964
- Подвязново Большое, Кохомский с/с, № 25/17 от 16.12.1975
- Подвязново Малое, Кохомский с/с, № 809 от 9.12.1974
- Подъельново, Авдотьинский с/с, № 477 от 15.10.1958
- Полежаево, Стромихинский с/с, № 20/11 от 15.11.1976
- Полуниха, Стромихинский с/с, № 9/20 от 24.04.1978
- п. Подсобного хозяйства горбольницы, Кохомский с/с, № 86 от 17.02.1972
- п. Подсобного хозяйства завода «Ивтекмаш», Богданихская с/а, N 30-ОЗ от 9.04.2003
- п. Подсобного хозяйства «Зелёный городок», Дегтярёвский с/с, № 17/9 от 11.11.1979
- п. Подсобного хозяйства фабрики имени Ф. Зиновьева, Калачёвский с/с, № 86 от 17.02.1972
- п. Подсобного хозяйства фабрики имени Жиделева, Семиновский с/с, № 20/11 от 15.11.1976
- п. Подсобного хозяйства Ивановского треста столовых, Новоталицкий с/с, № 17/9 от 11.11.1979
- п. Пригородного хозяйства завода «Ивторфмаш», Новоталицкий с/с, № 664 от 20.11.1972
- Притыкино, Дегтярёвский с/с, № 483 от 26.10.1964
- п. Совхоза – плодопитомника, Калачёвский с/с, № 664 от 20.11.1972
- Сабельницы, Дегтярёвский с/с, № 483 от 26.10.1964
- п. Сажевого завода, Новоталицкий с/с, № 20/11 от 15.11.1976
- Самойлиха, Дегтярёвский с/с, № 483 от 26.10.1964
- Сватилово, Стромихинский с/с, № 483 от 26.10.1964
- Сверчково, Дегтярёвский с/с, № 21/16 от 12.12.1977
- Седельницы, Тимошихский с/с, № 86 от 17.02.1972
- п. Серковского торфопредприятия, Буньковский с/с, № 86 от 17.02.1972
- Слобода, Тимошихский с/с, № 20/11 от 15.11.1976
- Спасское, Богородская с/а, N 30-ОЗ от 9.04.2003
- Строкино, Богородский с/с, № 17/9 от 11.11.1979
- Субботино, Стромихинский с/с, № 664 от 20.11.1972
- Суховка, сельсовет г. Иваново, № 177 от 1.06.1981
- Талицы, Богородская с/а, N 30-ОЗ от 9.04.2003
- Тарасово, Кохомский с/с, № 86 от 17.02.1972
- Теплинцево, Кохомский с/с, № 483 от 26.10.1964
- Тяжино, Тимошихский с/с, № 664 от 20.11.1972
- п. Учебного хозяйства техникума механизации, Калачёвский с/с, № 86 от 17.02.1972
- п. учхоза N 3 ИСХИ, Новоталицкая с/а, N 30-ОЗ от 9.04.2003
- Хмельники, Дегтярёвский с/с, № 483 от 26.10.1964
- Черново, Богородская с/а, N 30-ОЗ от 9.04.2003
- Чёрные Грязи, Стромихинский с/с, № 809 от 9.12.1974
- Шимановская Слобода, Новоталицкий с/с, № 86 от 17.02.1972
- Юрцево, Тимошихский с/с, № 86 от 17.02.1972
- Яковлевская Слобода, Новоталицкий с/с, № 86 от 17.02.1972